# Мидзуко куё
Мидзуко куё (яп. 水子供養 мидзуко куё:, «моление о ребёнке вод») — японская церемония для родителей, перенёсших выкидыш, мертворождение или аборт. Практика мидзуко куё стала особенно заметной с 1970-х годов после появления специальных мест, предназначенных для этого ритуала. Причиной совершения обряда становится родительское горе от утраты нерождённого или погибшего ребёнка, желание успокоить душу плода, чувство вины за сделанный аборт и страх воздаяния со стороны мёртвого.

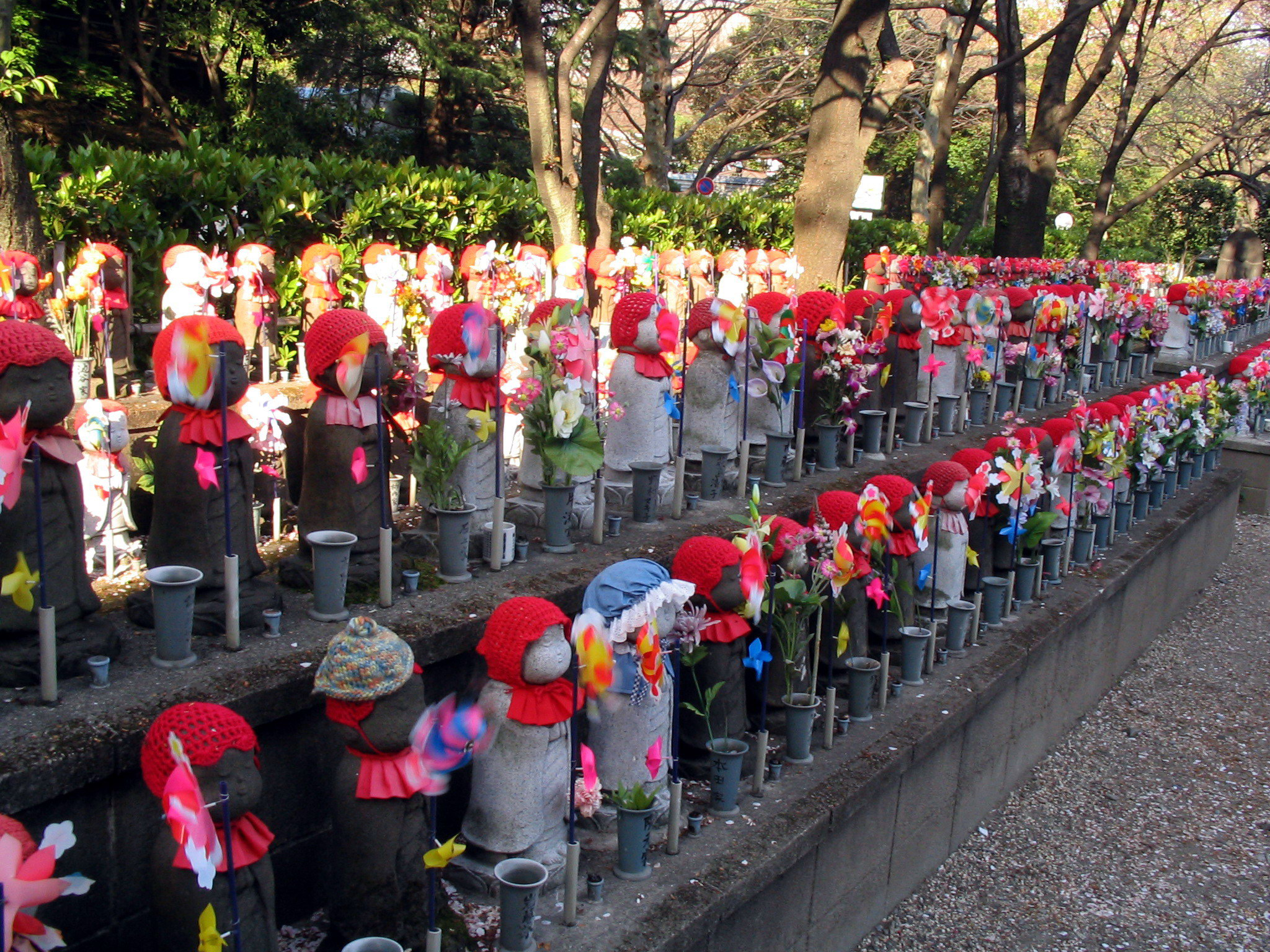
Статуи Дзидзо в буддийском храме Дзодзё-дзи в Токио

Слово «мидзуко» (буквально «дитя воды») используется в Японии для обозначения выкидыша, мертворождённого ребёнка или абортированного плода. Мидзуко куё совершается буддийскими священниками и является жертвоприношением Дзидзо, бодхисаттве, которого почитают как защитника детей. Историческая укоренённость этой церемонии в буддийской практике не прослеживается; это современная адаптация, уникальная для Японии. Детали ритуала варьируются от храма к храму, от школы к школе, от человека к человеку. В церемонии, совершаемой однократно либо повторяющейся ежемесячно и ежегодно, могут принимать участие оба родителя или один, не обязательно мать. Во время обряда священник смотрит на алтарь и называет имена разных будд и бодхисаттв, читает мантры и сутры, воздаёт хвалу Дзидзо. В жертву от имени оплакиваемых приносят, как правило, пищу, напитки, благовония и цветы. Храмы часто предлагают за плату небольшие каменные статуи Дзидзо, которые обряжаются в красные слюнявчики и шапочки и по завершении церемонии устанавливаются на храмовом дворе. Вокруг этих статуй скорбящие родители часто складывают камешки, молясь о помощи для страдающей души ребёнка; встречаются статуи Дзидзо, с ног до головы покрытые такими камешками.
Подобный ритуал встречается также на современном Тайване, куда он проник из Японии в середине 1970-х годов.